# Spahići, Bihać
Spahići so naselje v občini Bihać, Bosna in Hercegovina. 

## Deli naselja
Kostel in Spahići.

## Prebivalstvo
| Pregled števila prebivalcev po letih | Pregled števila prebivalcev po letih | Pregled števila prebivalcev po letih | Pregled števila prebivalcev po letih | Pregled števila prebivalcev po letih | Pregled števila prebivalcev po letih |
| ------------------------------------ | ------------------------------------ | ------------------------------------ | ------------------------------------ | ------------------------------------ | ------------------------------------ |
| 1948                                 | 1953                                 | 1961                                 | 1971                                 | 1981                                 | 1991                                 |
| -                                    | -                                    | -                                    | 529                                  | 550                                  | 666                                  |

| Narodna sestava prebivalstva po letih                                                                                      | Narodna sestava prebivalstva po letih                                                                                       | Narodna sestava prebivalstva po letih                                                                                       |
| --- | --- | --- |
| 1971 | 1981 | 1991 |
| . skupaj: 529 Muslimani 528 (99,81 %) Hrvati 1 (0,18 %) Srbi 0 (0,00 %) Jugoslovani 0 (0,00 %) drugi in neznano 0 (0,00 %) | . skupaj: 550 Muslimani 534 (97,09 %) Hrvati 0 (0,00 %) Srbi 0 (0,00 %) Jugoslovani 3 (0,54 %) drugi in neznano 13 (2,36 %) | . skupaj: 666 Muslimani 611 (91,74 %) Hrvati 0 (0,00 %) Srbi 0 (0,00 %) Jugoslovani 0 (0,00 %) drugi in neznano 55 (8,25 %) |